# Ángel Gómez
Ángel "Litu" Gómez Gómez, né le 13 mai 1981 à Torrelavega, est un coureur cycliste espagnol, professionnel de 2004 à 2009.

## Palmarès
- 2003
  - Tour de Valladolid
    - Classement général
    - 1re étape

  - 4e étape du Tour de Tenerife
  - 5eb étape du Circuito Montañés
  - 2e du Circuito Montañés

## Résultats sur les grands tours

### Tour d'Espagne
3 participations
- 2005 : 68e
- 2006 : abandon (12e étape)
- 2007 : 61e

### Tour d'Italie
4 participations
- 2005 : 79e
- 2006 : 108e
- 2007 : 80e
- 2009 : 80e

### Tour de France
1 participation
- 2008 : abandon (3e étape)